# جيمس بارنت (رائد أعمال)
جيمس بارنت (بالإنجليزية: James Barnett)‏ هو رائد أعمال أمريكي، ولد في 30 سبتمبر 1986 في هتشنسون في الولايات المتحدة.